# Italski jezici
Italski jezici (prvatni kod: ital) pripadaju grani međusobno srodnih indoeuropskih jezika od kojih su se neki govorili u starom vijeku na području Apeninskog poluotoka. Obuhvaća 65 jezika (Linguist) s 23 izumrla, i 1 blizu izumiranja, od toga 42 jezika na popisu SIL-a.
Italski se jezici dijele u dvije skupine:
Prva je latinsko-faliskička skupina italskih jezika. Prvi jezik te skupine je latinski jezik. On je jezik pokrajine Lacija i grada Rima. Širenjem Rimskog carstva postao je jezik različitih zemalja i klasični jezik zapadnoeuropske civilizacije.
Najstariji natpisi pisani latinskim jezikom potječu iz 6. st. prije Krista. Prije se smatralo da je najstariji spomenik latinskog jezika Fibula Praenestina iz 7. st. pr. Kr. U novije vrijeme arheolozi smatraju da je Zlatna kopča iz Praeneste krivotvorina. Približno je iz istog razdoblja (ili nešto mlađi) Lapis Niger ili Kamen s Foruma, dok Lapis Satricanus ili Kamen iz Satricuma potječe iz 6. st. pr. Kr.
Latinska književna predaja počinje u 3. st. pr. Kr. prijevodom Odiseje koji je sastavio učeni Grk Livije Andronik.
Latinski je potisnuo sve druge italske jezike, a iz njegovih lokalnih inačica u različitim zemljama razvili su se suvremeni romanski jezici: portugalski, galicijski, španjolski (kastiljanski), katalonski, provansalski, francuski, furlanski, sardski, talijanski, sefardski (jezik španjolskih Židova, protjeranih iz Španjolske krajem 15. st.), rumunjski, meglenorumunjski, arumunjski, istrorumunjski (koji se govori u nekim selima na Ćićariji), retoromanski, istroromanski (jezik koji se govori u nekim zaseocima oko Rovinja) i dalmatski (izumrli romanski jezik istočnojadranske obale. Poznat je u dvije inačice: raguzejski, koji se rabio u Dubrovniku do 15. st., i veljotski na otoku Krku koji je nestao s posljednjim govornikom veljotskog  Tonom Udinom Burburom, koji je umro 1898. godine).
Drugi jezik prve skupine je faliskički jezik. On se govorio sjeverno od Rima u gradu Falerii. Faliskički jezik vrlo je sličan latinskom. Do danas je poznato stotinjak natpisa na tom jeziku.
Druga skupina je oskijsko-umbrijska skupina italskih jezika koja se ponekad naziva i sabelskom. Najpoznatiji jezik te skupine je umbrijski jezik koji se govorio u talijanskoj pokrajini Umbriji, sjeverno od Rima. Posvjedočen je na sedam brončanih ploča nazvanih Tabulae Iguvinae, pronađenih u mjestu Gubbio, a nastalih između 400. i 150. g. prije Krista. Spomenik je otkriven 1444. godine. Iguvinske ploče sadrže naputke za neki vjerski obred. Najstarija je pisana posebnim pismom, a najmlađa latinicom.
Oskički jezik se koristio u Samniju, Kampaniji i Lukaniji tj. u srednjoj i južnoj Italiji. Najstariji natpisi potječu iz istog vremena kao i umbrijski. Neki su pisani posebnim, vlastitim pismom, neki grčkim, a neki latinskim. Najvažniji spomenici su Cippus Abellanus i Tabula Bantina.
O drugim se italskim jezicima kao što su sabinski, ekvijski, volščanski, marsijski i dr. malo zna. Prije su se nazivali sabinskima. Smatra se da je volščanski blizak umbrijskome, ekvijski osičkome, a marsijski je prijelazni dijalekt između umbrijskoga i osičkoga.
Prema nekim se jezikoslovcima u italsku granu ubraja izumrli venetski u sjeveroistočnoj Italiji, a prema drugima venetski je samostalna grana u indoeuropskoj porodici, odnosno prijelazni dijalekt između italskih i germanskih jezika. Italskim jezicima neki jezikoslovci pripisuju i sikulski, predrimski jezik koji se govorio na Siciliji. Poznati su još i prasamnićanski jezik kojim su pisane skupine natpisa koji potječu iz Kampanije, a nastali su oko 500. g. pr. Kr. i južnopicenski posvjedočen na nekoliko natpisa iz 6. st. pr. Kr.
Osobitosti su italskih jezika u odnosu spram drugih indoeuropskih jezika specifični odrazi aspiriranih okluziva, koji postaju frikativima, širenje ablativnog padeža na sve deklinacijske klase, osobita tvorba futura i dr.
Govornici italskih jezika su Italici – grupa indoeuropskih naroda koji su potkraj II. tisućljeća prije Krista naselili Italiju i u antičko doba bili glavni dio njezinog stanovništva. U jezičnom pogledu razlikuju se dvije glavne skupine Italika: Latino-Falisci i Osko-Umbrijci.
Među italskim jezicima, osim latinskoga, najbolje je posvjedočen umbrijski, zahvaljujući velikom tekstu - Iguvinske ploče. Također je dobro posvjedočen i oskički zahvaljujući spomenicima Cippus Abellanus i Tabula Bantina, dok su ostali italski jezici zabilježeni samo na malobrojnim natpisima.
Sve je italske jezike zamijenio latinski koji je jezik rimokatoličke crkve i državni jezik Vatikana. Ne zna se točno kada su oni izumrli, no mnogi jezikoslovci vjeruju da se to dogodilo tijekom 1. st. prije Krista, osobito nakon savezničkih ratova, kada se latinski proširio s utjecajem veterana rimske vojske kojima je podijeljena zemlja po cijeloj Italiji.

## Klasifikacija
Italski jezici obuhvaćaju (43) jezika koji su opodjeljeni u dvije glavne podskupine:
A. Latinsko-faliskički jezici (1): latinski (†).
B. Romanski jezici (42) Italija, Francuska, Španjolska, Portugal, Rumunjska, Srbija, Grčka, Sjeverna Makedonija, Hrvatska:        
b1. istočni (4) Rumunjska, Grčka, Hrvatska: istrorumunjski, makedorumunjski jezik, meglenski jezik, rumunjski (s moldavski jezik).
b2. zapadnoitalski jezici (33):
a. italo-dalmatski jezici (6): dalmatski, istriotski, judeotalijanski (italkian), napolitansko-kalabreški (napuljski), sicilijanski jezik, talijanski jezik,
b. Zapadnoromanski (28):
b1. Galoiberski jezici (27):
a. Galoromanski jezici (15):
a1. Galoitalski jezici (6): (emilijano-romanjolo povučen) Emilijanski jezik, romanjolski jezik, ligurski jezik, lombardski jezik, pijemontski jezik, venecijanski jezik.
a2. Galoretijski jezici (9): 
a. Oïlski jezici (6): 
a1: Francuski jezici (5) Francuska, Belgija, SAD: francuski, judeofrancuski jezik (†), kajunski jezik, pikardijski jezik, valonski jezik.
a2. Jugoistočni (1) Francuska: frankoprovansalski
b. Retoromanski jezici (3) Švicarska, Italija: furlanski jezik ili friulski, ladinski, romanš.
b. Iberoromanski jezici (16):
b1. istočnoiberski jezici (1) Španjolska, Andora, Francuska, Italija: katalonski.
b2. oksitanski/Oc (6): gaskonjski jezik, langedoški jezik, limuzinski jezik, overnjanski jezik, provansalski jezik, judeoprovansalski jezik (shuadi).
b3. zapadnoiberski jezici (9):
a. asturleonski jezici (2) Španjolska, Portugal: asturski, mirandski jezik.
b. kastiljski jezici (4) Španjolska, Izrael, Peru: estremadurski jezik, judeošpanjolski (ladino ili sefardski), španjolski, Loreto-ucayali španjolski.
c. portugalsko-galicijski (3) Portugal, Španjolska: fala jezik, galicijski, portugalski.
b2. Pirenejsko-mozarapski jezici (2):
a. Pirenejski jezici (1): aragonski.
b. Mozarapski jezici (1): mozarapski jezik.
b3. južni (5):
a. korzički jezici (1) Francuska:  korzički.
b. sardinski jezici (4) Italija: galurski jezik, kampidanski jezik, logudorski jezik, sasarski jezik.

## Vanjske poveznice
- Ethnologue (14th)
- Ethnologue (15th)
- Tree for Italic[neaktivna poveznica]